# Смилно
Смилно (слч. Smilno) насељено је мјесто са административним статусом сеоске општине (слч. obec) у округу Бардјејов, у Прешовском крају, Словачка Република.

## Становништво
| Година:    | 1994. | 2004.   | 2014.   | 2024.   |
| ---------- | ----- | ------- | ------- | ------- |
| Број људи: | 725   | 713     | 706     | 691     |
| Разлика:   |       | -1,65 % | -0,98 % | -2,12 % |

| Година:    | 2023. | 2024.   |
| ---------- | ----- | ------- |
| Број људи: | 689   | 691     |
| Разлика:   |       | +0,29 % |

Према подацима о броју становника из 2024. године насеље је имало 691 становника.